# Valle Latina

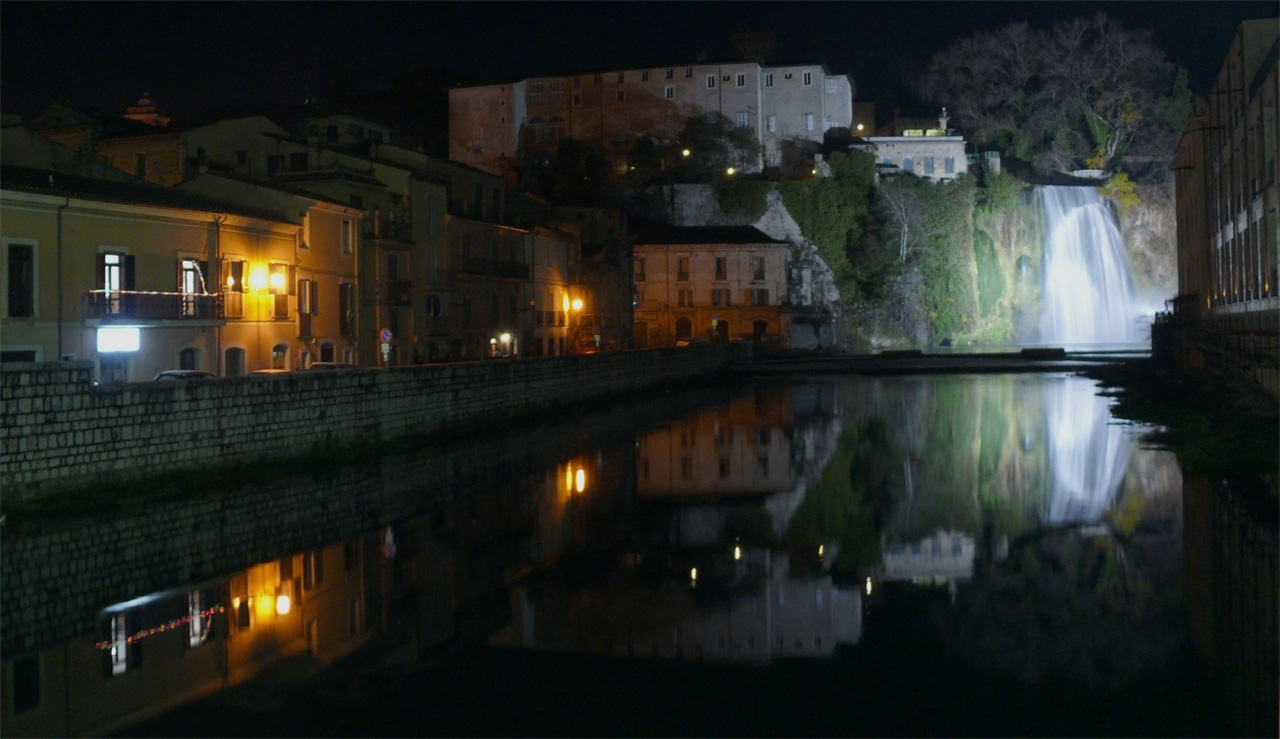
La cascata di Isola del Liri di sera

La Valle Latina è un'ampia regione del Lazio centrale e sud-orientale che si estende dai Colli Albani a Cassino. Viene generalmente divisa in tre aree geografiche:
- l'Alta Valle Latina – ossia l'area dei Colli Albani
- la Media Valle Latina – nome storico-geografico della valle del fiume Sacco
- la Bassa Valle Latina – corrispondente alla valle del fiume Liri

## Storia

### Antichità

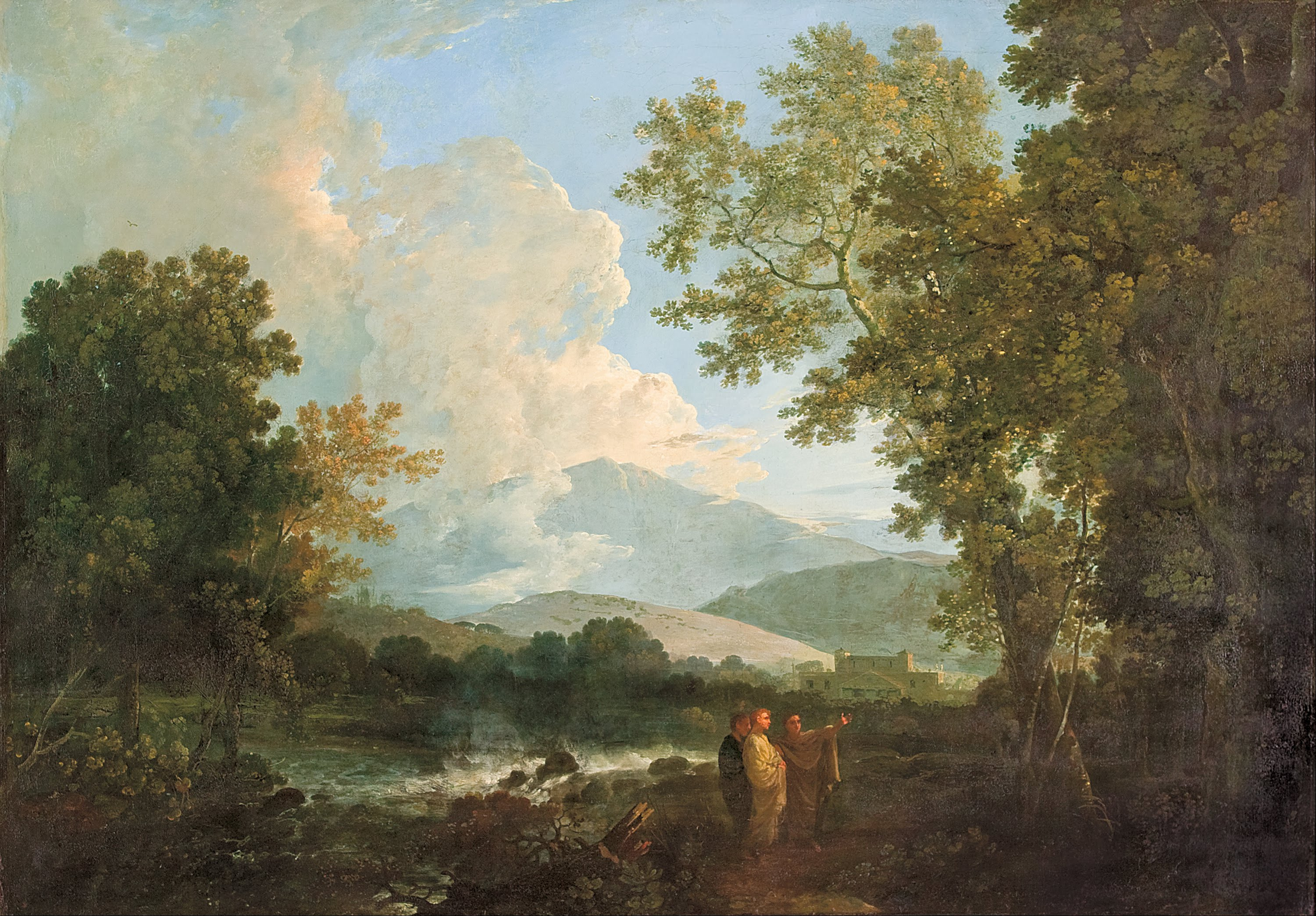
Richard Wilson - Cicerone con il suo amico Attico e il fratello Quinto nella sua villa ad Arpinum

Secondo la tradizione, nel 496 a.C. i Romani sconfissero i rivali latini nella battaglia del Lago Regillo e imposero il loro dominio sul Latium vetus, corrispondente in parte all'area settentrionale dell'attuale Valle Latina. Nei secoli successivi il centro e il sud della Valle furono il cuore della colonizzazione latina in epoca romana. A differenza delle zone costiere dove furono fondate piccole colonie romane, le aree interne videro la creazione di colonie latine diverse e densamente popolate. I Latini e i Romani si mescolarono con le preesistenti popolazioni di lingua osco-umbra, in particolare gli Ernici, con capitale Anagni e i Volsci a Frosinone e nella Valle del Liri. Più a sud, la città osca di Casinum (Cassino) era stata conquistata da Volsci, Sanniti e infine Romani. 
All'interno del suo territorio (ager casinas) i Romani fondarono la colonia di Interamna Lirenas. Altre importanti colonie latine della regione furono Sora e Fregellae. La colonizzazione latino-romana coincise con la creazione del Latium adiectum e della Via Latina. La Via Latina partiva da Porta Capena a Roma, passando per Porta Latina, poi proseguiva verso sud-est, attraversando i Colli Albani (Alta Valle Latina), la Valle del Sacco (Media Valle Latina) e la Valle del Liri fino a Cassino (Bassa Valle Latina) e l'attuale Valle Latina, per poi entrare in Campania e terminare a Capua. Con la riorganizzazione territoriale dell'Italia sotto Augusto, l'area fu inglobata nella Regio I Latium et Campania, istituzione territoriale che resterà in vigore fino alla caduta dell'Impero Romano d'Occidente nel 476 d.C.

### Medioevo ed Età Moderna

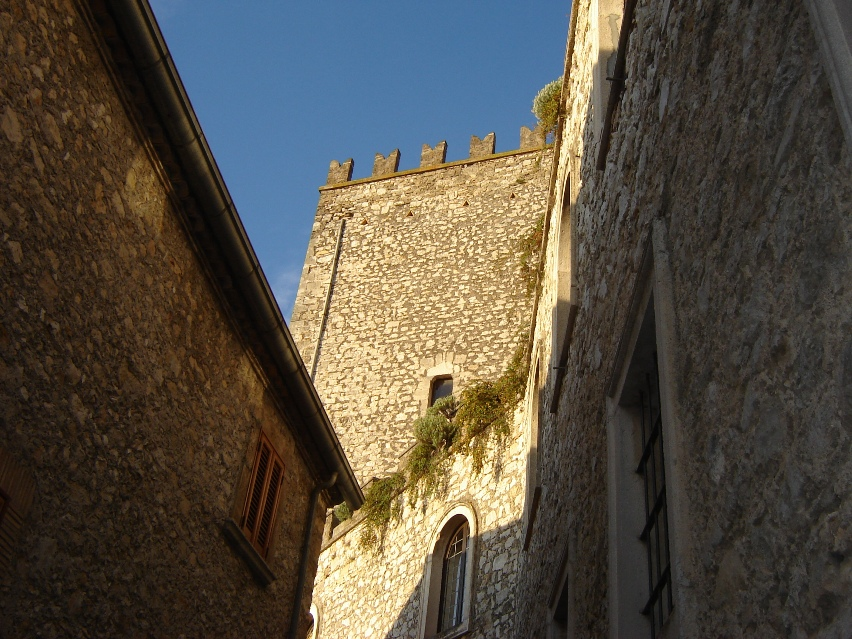
Il Castello di Monte San Giovanni Campano, sul confine tra Stato Pontificio e Regno di Napoli

Alla fine del V secolo la Valle, insieme al resto della Penisola, entrò a far parte del Regno Ostrogoto. Intorno all'anno 529, San Benedetto da Norcia fondò l'Abbazia di Montecassino sulla sommità di Montecassino, al margine meridionale della Valle Latina, che rappresentò un punto di riferimento per l'identità cristiana dell'Europa occidentale. Pochi anni dopo, nel 535, scoppiò la guerra greco-gotica che si concluse nel 553 con la vittoria bizantina. Con la successiva invasione longobarda, l'unità politica della Valle Latina e del Lazio fu compromessa: il Lazio meridionale e con esso la Bassa Valle Latina fu nel giro di pochi anni inglobato nel Ducato longobardo di Benevento, per seguire poi la storia dell'Italia meridionale, mentre il resto del Lazio e dunque l'Alta e Media Valle rimasero nel Ducato Romano e nel successivo Stato della Chiesa. 
Ad ogni modo, nell'area meridionale del Lazio ed in particolare della Valle Latina, si formarono territori feudali autonomi che seppero plasmare una propria e separata identità seppure sotto la sovranità dei regni meridionali. Particolare attenzione va quindi rivolta, al riguardo, alla Terra Sancti Benedicti ed il Ducato di Sora. Nondimeno, il territorio in parola, identificabile come Alta Terra di Lavoro, dal punto di vista storico-culturale e linguistico è parte integrante dell'Italia meridionale ed è tuttora legato all'Alto Casertano. 
Le speranze di autonomia comunale delle principali città della Media Valle Latina, tra cui ad esempio Ferentino e Alatri, nonché altre nelle regioni limitrofe, ma comunque soggette all'autorità pontificia, spinsero papa Innocenzo III a istituire la Provincia di Campagna e Marittima nel XII secolo.

## Eredità culturale

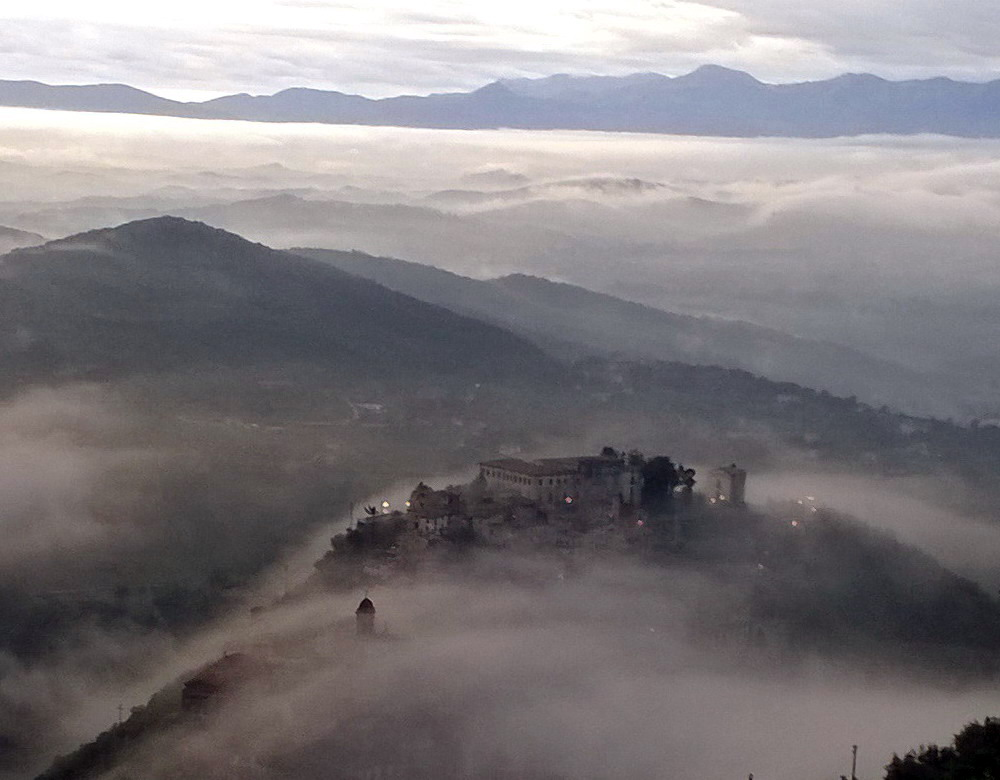
Arpino

Nella Valle sono presenti numerosi piccoli centri di grande importanza artistica e culturale. Qui viene fornita una presentazione rapida e incompleta. Oltre alla già citata Abbazia di Montecassino, la città di Cassino conserva i resti dell'antica Casinum ed in particolare un anfiteatro risalente al I secolo d.C., un teatro romano (ancora in uso) e un tratto della Via Latina.
Poco più a nord, a Roccasecca, si trovano i resti del castello dei Conti d'Aquino dove nacque San Tommaso d'Aquino. A Monte San Giovanni Campano, sulla riva destra del Liri, si conserva in ottime condizioni il castello dove il santo fu imprigionato dalla sua famiglia. La città di Arpino è particolarmente nota per aver dato i natali a Marco Tullio Cicerone e Gaio Mario e nel XVI secolo a Giuseppe Cesari, detto il Cavalier d'Arpino. La città conserva un centro storico perfettamente conservato, oltre a mura megalitiche che sorgono nell'acropoli. È anche un importante centro per l'arte contemporanea grazie alla Fondazione Umberto Mastroianni. Più a nord, nell'Alta Valle Latina, a Grottaferrata, si trova l'Abbazia di Santa Maria di Grottaferrata.

### Geografia
- Italy, Volume 1, Naval Intelligence Division (of the United Kingdom), 1944, p. 292
- Gino De Vecchis (a cura di), Per una geografia del Lazio, Bologna, 2007, p. 8

### Geologia
- Giuseppe Ponzi, Osservazioni geologiche fatte lungo la Valle Latina, Roma, 1849

### Archeologia
- AA.VV., Elementi minori di un paesaggio archeologico. Una lettura dell'alta valle latina, Roma, 1998
- Sabrina Pietrobono, I monasteri della Media Valle Latina (Frosinone): aspetti topografici e scelte insediative, in Letizia Ermini Pani, Committenza, scelte insediative e organizzazione patrimoniale nel Medioevo, Atti del Convegno di studio, Tergu 15-17 settembre 2006, Centro Italiano di Studi sull'Alto Medioevo, Spoleto, 2007
- Sabrina Pietrobono, La Media Valle Latina: castelli e viabilità in una zona di frontiera, Società degli Archeologi Medievisti Italiani, 2006